# Beaujeu (Ródano)
Beaujeu es una comuna francesa situada en el departamento del Ródano, de la región de Auvernia-Ródano-Alpes.

## Demografía
| 2 157 | 2 253 | 2 179 | 1 953 | 1 874 | 1 905 | 2 039 |
| Para los censos de 1962 a 1999 la población legal corresponde a la población sin duplicidades (Fuente: INSEE [Consultar]) |       |       |       |       |       |       |